# Йохана Холмстрьом
Йохана Холмстрьом (на фински: Johanna Holmström) е финландско-шведска журналистка и писателка на произведения в жанра драма и документалистика.

## Биография и творчество
Йохана Холмстрьом е родена през 1981 г. в Сипо, Финландия. Израства в Сибо, на шведскоговорещия южен бряг на Финландия, където завършва гимназия през 2000 г. Следва обща филология в университета на Хелзинки и получава бакалавърска степен по журналистика и магистърска степен по философия.
Прави литературния си дебют през 2003 г. със сборника с разкази „Inlåst och andra noveller“ (Заключен и други разкази), от който разказът „Заключен“ е номиниран за наградата за разказ на Шведското радио. През 2005 г. е издаден вторият ѝ сборник с разкази „Tvåsamhet“ (Съмнение). През 2009 г. сборникът ѝ с разкази „Camera Obscura“, който представя поредица от истории, фокусирани върху млади екотерористи в Хелзинки, печели литературната награда на вестник „Svenska Dagbladet“ и литературната награда „YLE“ на Панаира на книгата в Хелзинки.
Първият ѝ роман „Ur din längtan“ (От своя копнеж) е издаден през 2007 г. През 2013 г. е издаден романа ѝ „Ангели на асфалта“. Той представя историята на сестрите Лейла и Самира от Хелзинки, чиято майка е омъжена за арабин и изповядва фанатично исляма, възпигавайки и тях в традиционните ислямски ценности. Обществото обаче като цяло не е добре настроено спрямо тях и те се срещат със расизъм, сексизъм и насилие. Романът става бестселър и е преведен на различни езици.
Следват романите ѝ „Sulje silmäs pienoinen“ (Затворете малките очи) от 2015 г. и „Själarnas ö“ (Островът на душите). Романът „Островът на душите“ представя историите на три от затворените пациентки в женската психиатрична болница на остров Сеили близо до Турку. Романът е избран от най-големия шведски ежедневник „Dagens Nyheter“ за една от най-добрите книги на годината.
Творчеството на авторката е характерно с директното засягане на болезнените точки в човешките взаимоотношения и в сложността на съществуването като човешко същество.
През 2020 г. тя е удостоена с наградата на културната фондация „Längmanska“ за автор на годината и „чиито разкази и романи с остър поглед улавят болките на хората и особено на жените“.
Йохана Холмстрьом живее в Хелзинки.

## Произведения

### Самостоятелни романи
- Ur din längtan (2007)
- Asfaltsänglar (2013)
Ангели на асфалта, изд. „Матком“ (2017), прев. Росица Цветанова
- Sulje silmäs pienoinen (2015)
- Själarnas ö (2017)

### Сборници
- Inlåst och andra noveller (2003)
- Tvåsamhet (2005)
- Camera obscura (2009)

### Документалистика
- Borde hålla käft: en bok om Märta Tikkanen (2020) – за писателката Марта Тиканен

### Екранизации
- 2015 Ängelby – тв минисериал, 3 епизода